# Someday My Prince Will Come (brano musicale)
Someday My Prince Will Come (Il mio amore un dì verrà nella versione italiana) è un brano musicale composto dal paroliere statunitense Larry Morey e dal musicista statunitense Frank Churchill, interpretato dall'attrice italo-americana Adriana Caselotti.
Fa parte della colonna sonora del film d'animazione Disney Biancaneve e i sette nani, nel quale compare in tre scene (interpretato due volte dalla protagonista della pellicola, la principessa Biancaneve, e una volta da un coro in sottofondo nella scena finale).
Il brano è inserito al diciannovesimo posto tra le 100 migliori canzoni del cinema statunitense secondo l'American Film Institute.

## Nella cultura jazz
Someday My Prince Will Come è sempre stata una canzone molto popolare nel mondo della musica jazz; quello che gli artisti apprezzavano particolarmente del brano è la struttura degli accordi che accompagna la melodia.
Il 16 ottobre 1943, il brano viene eseguito per la prima volta in versione jazz dalla banda musicale Ghetto Swingers durante un concerto al campo di concentramento di Theresienstadt. Come rivela il musicista sopravvissuto all'olocausto Herbert Thomas Mandl, il nome originale del concerto doveva essere "Music from Frank Churchill"; tuttavia, dato che gli organizzatori dell'evento pensarono che i nazisti avrebbero potuto interpretarlo come una provocazione, probabilmente per la somiglianza con il cognome dell'allora primo ministro inglese Winston Churchill (nemico politico del Terzo Reich) il titolo venne cambiato in "Medley from Snow White by Walt Disney.
Tra gli anni cinquanta e gli anni settanta Someday My Prince Will Come è stata interpretata da noti esponenti del jazz come il pianista Dave Brubeck, che ha inserito la traccia nel suo album Dave Digs Disney (1957), il trombettista Miles Davis, che ha anche intitolato il suo settimo album come il brano Disney in questione, Bill Evans, Oscar Peterson, Grant Green e Herbie Hancock.
A partire dalla seconda metà degli anni ottanta, il brano è comparso in versione cover in altri album jazz tra i quali Still Live (1986) del musicista statunitense Keith Jarrett, Second Star to the Right (1989) del compositore statunitense Sun Ra, World Sinfonia II - Heart of the Immigrants (1993) del chitarrista Al Di Meola, Traveling Miles (1999) della cantante Cassandra Wilson, e Jazz in the Garden (2009) del polistrumentista Stanley Clarke.

Un caso è quello di Rossana Casale, che nel CD della Disney, pur non essendo  musicista jazz, la riarrangiò jazz, esattamente come appariva negli anni 40

## Altre cover
- Diana Ross e The Supremes, nell'album Diana Ross & The Supremes 25th Anniversary - Volume 2 (1986)[7].
- Barbra Streisand, nell'album live The Concert (1994).
- Anastacia, nel suo secondo album Freak of Nature (Limited Edition Version) (2002) e nella raccolta DisneyMania (2002).
- Julie Andrews, nell'album Julie Andrews Selects Her Favorite Disney Songs (2005)[8].
- Ashley Tisdale, nella raccolta DisneyMania 4 (2006).